# Estádio Governador Alberto Tavares Silva
Het Estádio Governador Alberto Tavares Silva, beter bekend onder de bijnaam Albertão, is een multifunctioneel voetbalstadion in Teresina, in de staat Piauí. Het stadion wordt het meeste gebruikt voor voetbalwedstrijden en het is het thuisstadion van de clubs EC Flamengo en Ríver AC. Het stadion is eigendom van de staat en werd vernoemd naar Alberto Tavares Silva, die er gouverneur was van 1971 tot 1975. 
Het stadion werd in 1973 gebouwd en ging op 26 augustus van dat jaar open. Reeds bij de opening vond een tragedie plaats, door een vliegtuig dat laag over het stadion vloog begon dit te trillen, een toeschouwer riep dat het stadion in elkaar stortte wat een massapaniek veroorzaakte die het leven kostte aan 8 mensen.
Bij de openingswedstrijd tussen Tiradentes en Fluminense werd er niet gescoord. De eerste goal in het stadion viel drie dagen later toen Dirceu Lopes van Cruzeiro kon scoren. Het toeschouwersrecord staat op 60271 op 3 maart 1981 toen Flamengo Tiradentes met 3-1 versloeg. 